# 巴维尔 (孚日省)
巴维尔（法語：Barville，法語發音：[baʁvil] ⓘ）是法国大東部大區孚日省的一个市镇，属于讷沙托区。

## 地理
巴维尔（48°23'2"N, 5°47'14"E）面积8.45 平方千米，位于法国大東部大區孚日省，该省份为法国东北部内陆省份，北起默兹省和默尔特-摩泽尔省，西接上马恩省，南至上索恩省和贝尔福地区省，东临上莱茵省和下莱茵省。
与巴维尔接壤的市镇（或旧市镇、城区）包括：韦维尔、苏洛斯苏圣埃洛夫、武克塞、阿蒂涅维尔、欧蒂尼拉图尔、阿尔谢尚、讷沙托。

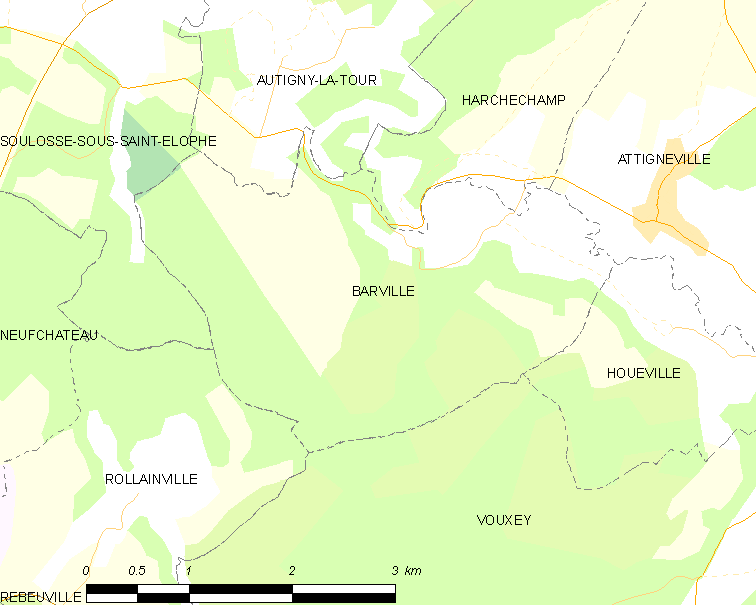
的OSM定位图

巴维尔的时区为UTC+01:00、UTC+02:00（夏令时）。

## 行政
巴维尔的邮政编码为88300，INSEE市镇编码为88036。

## 政治
巴维尔所属的省级选区为讷沙托县。

## 人口

1962-2008年间人口变化图示

巴维尔于2022年1月1日时的人口数量为80人。